# 漢諾威鎮區 (伊利諾伊州庫克縣)
漢諾威鎮區（英語：Hanover Township）是位於美國伊利諾伊州庫克縣的一個行政鎮區。

## 地方資料
根據2010年美國人口普查的數據，漢諾威鎮區的面積為72.50平方千米，當中陸地面積為71.40平方千米，而水域面積為1.10平方千米。當地共有人口100507人，而人口密度為每平方千米1,386.3人。